# Čisovice
Čisovice è un comune della Repubblica Ceca facente parte del distretto di Praha-západ, in Boemia Centrale.
Vi è nato il motociclista Zdeněk Kudrna.